# Васюкове
Васю́кове —  село в Україні, у Близнюківській селищній громаді Лозівського району Харківської області. Населення становить 156 осіб. До 2020 орган місцевого самоврядування — Олексіївська сільська рада.

## Географія
Село Васюкове стоїть на лівому березі річки Велика Тернівка, по селу протікає безіменний струмок, на якому зроблено загату (~ 5 га). На півдні примикає до села Олексіївка, на півночі за 1,5 км село Милівка.

## Історія
12 червня 2020 року, відповідно до Розпорядження Кабінету Міністрів України № 725-р «Про визначення адміністративних центрів та затвердження територій територіальних громад Харківської області», увійшло до складу Близнюківської селищної громади.
19 липня 2020 року, в результаті адміністративно-територіальної реформи та ліквідації Близнюківського району, увійшло до складу Лозівського району Харківської області.

## Економіка
- У селі діє молочно-товарна ферма.